# Boubacar Traoré
Pour les articles homonymes, voir Boubacar Traoré (homonymie), Traoré et Karkar (homonymie).
Boubacar Traoré, né en 1942 à Kayes au Mali, est un chanteur, guitariste et compositeur de chansons malien.  Il est surnommé Kar Kar (« casser-casser »), en référence au dribble du football qu'il pratique assidûment et avec un certain talent pendant sa jeunesse.

## Biographie
Il a émergé dans les années 1960 au Mali comme vedette et symbole du pays nouvellement indépendant (voir histoire du Mali). Ses chansons, très populaires, chantent l'avènement du Mali indépendant et de son président, Modibo Keïta. Cependant, il n'effectue aucun enregistrement, et comme il n'y a aucun droits d'auteur payés aux musiciens, il reste très pauvre et doit travailler pour joindre les deux bouts.
Lorsque Modibo Keita est renversé par Moussa Traoré en 1968, Boubacar Traoré, considéré comme un artiste du régime précédent, disparait des ondes. Sa popularité s'étiole, jusqu'à son retour surprise à la télévision  en 1987, alors que tout le monde le croyait mort.
Après la mort en couches de sa femme en 1989, il émigre en France et effectue des travaux dans la construction pour subvenir aux besoins de ses six enfants. Un producteur britannique découvre une bande de ses enregistrements radio à Bamako, se met à sa recherche et lui fait signer un contrat.  Son premier album, Mariama, sort en 1990.  Depuis lors, Traoré connait la popularité internationale, voyageant de l'Europe à l'Afrique et en Amérique du Nord.  Boubacar Traoré était le sujet en 2001 du film Je chanterai pour toi de Jacques Sarasin, sorti en DVD en 2005 et du livre Mali Blues de Lieve Joris, aux éditions Actes Sud.
Boubacar publie Kongo Magni (Marabi, 2005) produit par Christian Mousset, le directeur de Festival Musiques Métisses d’Angoulême qui produit également ensuite Mali Denhou (Lusafrica, 2010). Kar Kar rattrape le temps perdu et conquiert les scènes d’Europe, puis des États-Unis et du Canada. Il sort l'album Mbalimaou (Mes frères), en janvier 2015. En 2017, il part enregistrer en Louisiane son album Dounia Tabolo (Lusafrica 2017) aux côtés de Leyla McCalla, Corey Harris et Cédric Watson.

## Musique
Boubacar Traoré a commencé par des musiques très rythmées sur le modèle occidental, plutôt rock n'roll, en gardant un caractère malien marqué. Ensuite, il est arrivé à une musique plus douce très inspirée du Sahel, un blues doux qui raconte la vie difficile au Mali, ses amours, la perte d'êtres chers. Son jeu à la guitare est très inspiré des instruments à corde traditionnels du Mali. Il se fait parfois accompagner par ces mêmes instruments joué par des maitres (Ballaké Sissoko à la kora). Il a aussi collaboré avec d'autres guitaristes renommés comme Ali Farka Touré.  L'harmonica vient parfois marquer la parenté au blues (collaboration avec Vincent Bucher). Les morceaux s'écoulent parfois lentement comme le Niger dans la plaine pour accélérer au rythme de la vie moderne des villes et des voitures pour revenir à la vie des quartiers, la vie des corvées et des palabres...

## Discographie
- Mariama (1990)
- Kar Kar (1992)
- Les Enfants de Pierrette (1995)
- Sa Golo (1996)
- Maciré (1999)
- Duna Ma Yelema (1999)
- Je chanterai pour toi (2003)
- The Best of Boubacar Traoré: The Bluesman from Mali (2003)
- Kongo Magni (2005)
- Mali Denhou (2011)
- Mbalimaou (2015)
- Dounia Tabolo (2017)

### Documentaires
- Je chanterai pour toi (2001), de Jacques Sarasin.
- Au cœur du blues (2001), de Louis Mouchet.